# Philippa Bulgin
Philippa Therese Holme Bulgin (født 6. maj 1967, død 22. marts 1994 i København) var en dansk sangerinde, der blev kendt som den første forsanger i Danser med Drenge.
Philippa Bulgin voksede op i København som datter af en dansk mor, Mia Holme og en jamaicansk far, guitaristen og sangeren Arthur Louis Bulgin. Allerede som barn begyndte Philippa at synge og spille klaver, og det viste sig hurtigt, at hun havde en usædvanlig stor stemme. 
Bulgin var sangerinde i en række amatørbands, inden Klaus Kjellerup på anbefaling af Anne Dorte Michelsen tog hende med i sit 8 mand store Klaus Kjellerup Band  i 1989. Bandet blev senere nedlagt grundet dårlig økonomi, og Bulgin & Kjellerup dannede herefter Danser med Drenge i 1991. Det blev her, hun fik sit gennembrud. Debutalbummet Danser med Drenge blev årets fjerdebedst solgte album i 1993, og har i alt solgt over 270.000 eksemplarer. Philippa Bulgin står for alle vokalerne på albummet, bl.a. hitsene: Aldrig undvære dig, Kolde hjerter, Grib chancen og Hvor længe vil du ydmyge dig?, som også blev lavet i en bemærkelsesværdig nul-klip video  af Danser med Drenge i 1993.
I september 1993, kort før gruppen skulle ud på sin første turné, fik Bulgin konstateret kræft i underlivet og blev opereret, men turneen blev gennemført med tre ugers forsinkelse. Trods hendes operation blev turneen en stor succes med udsolgte koncerter i hele landet, men allerede ved årsskiftet 1993/94 vendte sygdommen tilbage, og Bulgin fik at vide, at hun var uhelbredeligt syg. Herefter droppede gruppen endnu en planlagt turné, og gik i stedet i gang med at indspille et nyt album. Ifølge bandets hjemmeside "... sådan at Philippa kunne nå at indsynge så mange nye sange som muligt, inden sygdommen for alvor skred frem." 
Bulgin nåede imidlertid ikke at indsynge flere sange. Få uger efter nytår blev hun indlagt igen, og kort før sin død meddelte hun orkesteret, at hun ville trække sig ud. Hun døde på Rigshospitalet den 22. marts 1994, kun 26 år gammel.
Efter hendes død har Danser med Drenge udsendt flere sange med hende, som ikke er med på bandets debutalbum i 1993, bl.a. sangen C'est la vie, som findes på bandets to opsamlingsalbum, Popsamling fra år 2000 og Vores Bedste fra 2006.
Senest har Klaus Kjellerup udsendt et mini-album i 2020, Klaus Kjellerup feat. Philippa Bulgin: Mixtape - demoer fra 90'erne, som indeholder fire hidtil uudgivne indspilninger med Philippa Bulgin fra perioden før Danser med Drenge blev dannet.
Bulgins rolle som forsanger i Danser med Drenge blev først overtaget af Rie Rasmussen i 1994, og siden af Ida Ambrose i 2022. Gruppens andet album Så længe vi er her er dedikeret til Bulgin, og sangen Er der nogen i himlen? fra albummet er ifølge ophavsmanden Klaus Kjellerup skrevet til Philippa Bulgin.
Philippa Bulgin ligger begravet på Holmens Kirkegård i København.

## Diskografi

### Danser med Drenge
- Danser med Drenge - (1993)

### Klaus Kjellerup feat. Philippa Bulgin
- Mixtape - demoer fra 90'erne - (2020)